# Dromopanthera leiodon
La dromopantera (Dromopanthera leiodon) è un mammifero carnivoro estinto, appartenente ai felidi. Visse nel Miocene superiore (circa 8 milioni di anni fa) e i suoi resti fossili sono stati ritrovati in Grecia.

## Descrizione
Questo animale è noto solo per una mandibola, ed è pertanto impossibile tentare una ricostruzione completa. La mandibola, completa di canino, quarto premolare e primo molare, ricorda molto quella dei panterini basali come il puma. La mandibola era robusta, ed erano presenti due grandi forami nella regione del mento. Il quarto premolare e il primo molare erano allungati e dotati di cingoli ben sviluppati. Dalla struttura dell'alveolo sembra che il terzo premolare, non presente nel fossile, fosse piuttosto robusto e allungato. Il diastema tra questo dente e il canino era molto corto.

## Classificazione
Descritto per la prima volta da Weithofer nel 1888, questo animale è noto solo per una mandibola proveniente da terreni del Miocene superiore di Pikermi (Grecia); la specie venne inizialmente descritta con il nome di Felis leiodon. Fu solo nel 1929 che Miklós Kretzoi istituì per questo fossile il genere Dromopanthera. Negli anni successivi questo fossile non ebbe una risonanza particolare nello studio dei felidi fossili, e alcuni paleontologi lo ritennero una specie non valida. In ogni caso, sembra che Dromopanthera possa essere stato un rappresentante ancestrale della sottofamiglia Pantherinae. 